# عباد دلیلی
عباد دلیری (زاده۱۳۶۱ساری) بازیکن و مربی تیم ملی کبدی اهل ایران است، این ورزشکار در رشته ورزشی کبدی هفت سال است که در تیم ملی فعالیت می‌کند.
وی همراه تیم ملی ایران صاحب عنوان سومی سوپر کاپ اسیا، سومی بازیهای داخل سالن اسیا، سومی جهان و مدال نقره بازی‌های آسیایی گوانگجو  شده است، وی پیش از این رده‌های جوانان و بزرگسالان به کشتی‌آزاد فعالیت داشته حاصل آن کسب ۲ عنوان کشوری و چند عنوان استانی بوده است.